# Jan Kopecký
Jan Kopecký (ur. 28 stycznia 1982 w Opočnie), czeski kierowca rajdowy, od wielu lat związany ze Škodą. Rajdowy mistrz Europy (2013), siedmiokrotny rajdowy mistrz Czech (2004, 2012, 2015, 2016, 2017, 2018, 2019), rajdowy mistrz świata w kategorii WRC2 (2018), rajdowy mistrz Azji i Pacyfiku (2014). Jego obecnym pilotem jest rodak Pavel Dresler.

## Kariera
Jan Kopecký swoją karierę rozpoczął jako torowy kierowca wyścigowy, w rajdach samochodowych wystartował po raz pierwszy w 2001. W tym samym roku wygrał czeski puchar Škody Octavii. Zadebiutował w Mistrzostwach Świata za kierownicą Toyoty Corolli WRC, w Niemczech, w 2002 roku. Kolejne dwa lata to zaledwie cztery starty młodego Czecha w WRC – w tym dwa zakończone awarią.
Sezon 2005 Kopecký rozpoczął od Rajdu Norwegii za kierownicą prywatnie zgłoszonego N-grupowego Lancera Evo VII; w tym samym roku jeszcze trzykrotnie wystartował w czempionacie, tym razem w fabrycznej Fabii WRC. W Katalonii, w ostatnim starcie sezonu, młodemu Czechowi udało się zdobyć swój pierwszy punkt w historii startów w WRC.

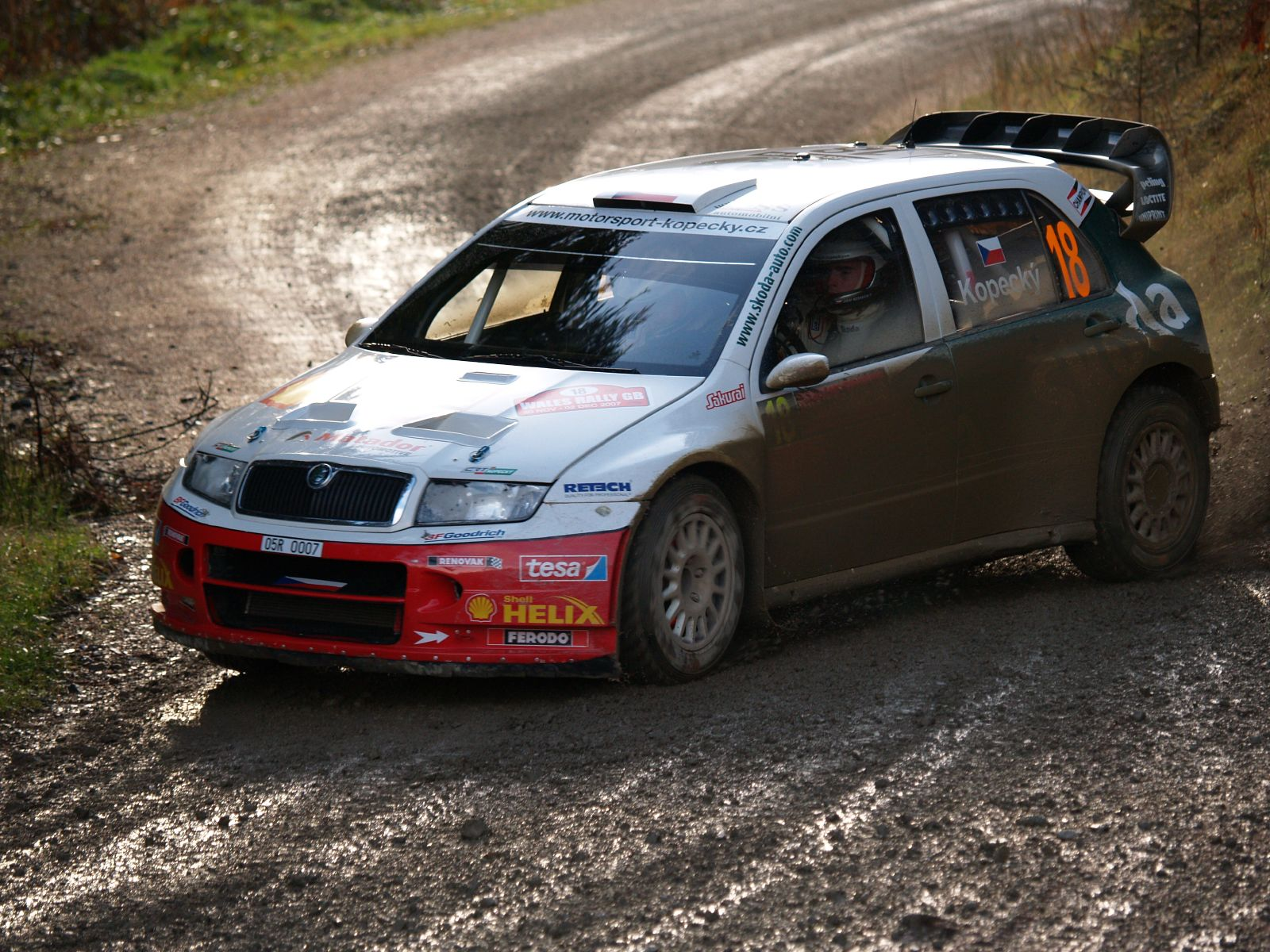
Jan Kopecký za kierownicą Škody Fabii WRC podczas Rajdu Wielkiej Brytanii 2007.

W roku 2006 rozpoczął starty w barwach prywatnego zespołu Czech Rally Team Škoda-Kopecký, w którym startował mimo braku pełnego wsparcia ze strony producenta. Udało mu się ukończyć 9 z 10 imprez, w których brał udział, w tym trzy z nich na punktowanej pozycji – był piąty w Katalonii, siódmy w Niemczech i ósmy w Finlandii. Starty w rodzinnym zespole kontynuował także w sezonie 2007, w którym to największym sukces odniósł w Niemczech, kończąc rajd na 5 pozycji. Mimo niekonkurencyjnego samochodu i trudności z kompletowaniem budżetu, udało mu się wziąć udział w aż 11 z 16 rajdów rozgrywanych w całym roku. Nie dotarł do mety trzech z nich, za to udało mu się zdobyć punkty w czterech rajdach, dzięki czemu sezon ukończył na 12 miejscu z dorobkiem 10 punktów w klasyfikacji indywidualnej kierowców.
Jan Kopecký nie planował dalszych startów samochodem klasy WRC z powodu braku konkurencyjnego samochodu skonstruowanego przez czeskiego producenta. Pod koniec 2007 roku spekulowano, że czeski kierowca przeniesie się do Intercontinental Rally Challenge, gdzie mógłby startować za kierownicą Škody Fabii S2000, jednak nie było to możliwe ze względu na wciąż trwające prace nad skonstruowaniem rajdówki. W związku z tym starty w IRC rozpoczął w 2008 Peugeotem 207 S2000 a dopiero od sezonu 2009 wystartował w fabrycznym zespole Škody.

## Starty w rajdach WRC
| Sezon | Zespół                                        | Samochód                                    | 1      | 2       | 3       | 4             | 5         | 6         | 7      | 8         | 9         | 10        | 11            | 12              | 13        | 14              | 15              | 16        | Punkty | Miejsce |
| ----- | --------------------------------------------- | ------------------------------------------- | ------ | ------- | ------- | ------------- | --------- | --------- | ------ | --------- | --------- | --------- | ------------- | --------------- | --------- | --------------- | --------------- | --------- | ------ | ------- |
| 2002  | Matador Czech National Team                   | Toyota Corolla WRC                          | Monako | Szwecja | Francja | Hiszpania     | Cypr      | Argentyna | Grecja | Kenia     | Finlandia | NU        | Włochy        | Nowa Zelandia   | Australia | Wielka Brytania |                 |           | 0      | -       |
| 2003  | Škoda Matador Czech National Team Jan Kopecký | Škoda Octavia WRC Mitsubishi Lancer Evo VII | Monako | Szwecja | Turcja  | Nowa Zelandia | Argentyna | Grecja    | Cypr   | 20        | 32        | Australia | Włochy        | Francja         | Hiszpania | NU              |                 |           | 0      | -       |
| 2004  | Škoda Motorsport                              | Škoda Fabia WRC                             | Monako | Szwecja | Meksyk  | Nowa Zelandia | Cypr      | Grecja    | Turcja | Argentyna | Finlandia | Niemcy    | Japonia       | Wielka Brytania | Włochy    | Francja         | NU              | Australia | 0      | -       |
| 2005  | Jan Kopecký Škoda Motorsport                  | Mitsubishi Lancer Evo VII Škoda Fabia WRC   | Monako | 37      | Meksyk  | Nowa Zelandia | Włochy    | Cypr      | Turcja | Grecja    | Argentyna | Finlandia | NU            | Wielka Brytania | Japonia   | 12              | 8               | Australia | 1      | 26.     |
| 2006  | Czech Rally Team Škoda                        | Škoda Fabia WRC                             | 11     | 13      | Meksyk  | 5             | 10        | Argentyna | 17     | 16        | 7         | 8         | Japonia       | Cypr            | NU        | Australia       | Nowa Zelandia   | 10        | 7      | 15.     |
| 2007  | Czech Rally Team Kopecký                      | Škoda Fabia WRC                             | 8      | 10      | 8       | Meksyk        | 20        | Argentyna | NU     | 7         | NU        | 5         | Nowa Zelandia | NU              | 7         | Japonia         | Irlandia        | 12        | 10     | 12.     |
| 2008  | Jan Kopecký                                   | Fiat Abarth Grande Punto S2000              | Monako | Szwecja | NU      | Argentyna     | Jordania  | Włochy    | Grecja | Turcja    | Finlandia | Niemcy    | Nowa Zelandia | Hiszpania       | Francja   | Japonia         | Wielka Brytania |           | 0      | -       |